# Cella di carico

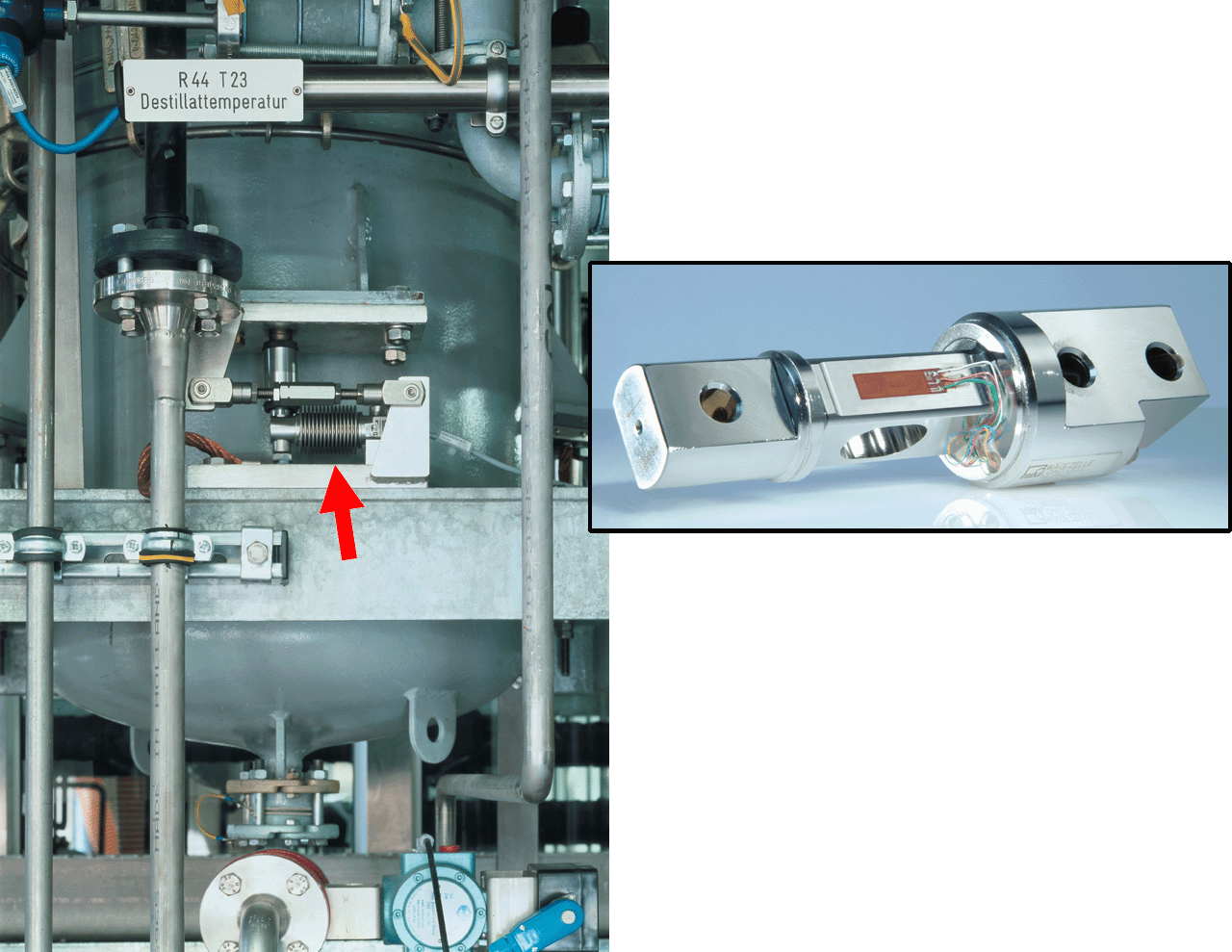
Impiego di una cella di carico in ambito industriale

Una cella di carico è un componente elettronico (trasduttore) impiegato per misurare una forza applicata su un oggetto (in genere un componente meccanico) tramite la misura di un segnale elettrico che varia a causa della deformazione che tale forza produce sul componente. L'applicazione più comune è nei sistemi di pesatura elettronici e nella misura di sforzi meccanici di compressione e trazione.

## Cella di carico elettronica
Si tratta di uno strumento che rileva la deformazione meccanica di un oggetto in maniera indiretta, leggendola in millivolt o in V e trasformandola nella corretta unità di misura. Questo componente è generalmente costituito da un corpo metallico (Acciaio inox martensitico o Alluminio). Nel caso dell'acciaio, esso viene indurito con una tempra al fine di ottenere una maggiore rigidezza rispetto all'acciaio di base. Al corpo della cella di carico vengono applicati uno o più estensimetri che leggono la deformazione meccanica di compressione o trazione subita dal materiale tramite la variazione di resistenza elettrica causata dalla deformazione stessa. Per aumentare la sensibilità dello strumento e migliorare così la qualità della misura la scelta più comune è quella di usare quattro estensimetri collegati tra di loro in una configurazione a ponte di Wheatstone, con i due estensimetri adiacenti posti a 90° l'uno rispetto all'altro; questa configurazione permette di aumentare la tensione in uscita dal ponte di circa 2,6 volte (per celle di carico in acciaio) rispetto alla tensione che restituirebbe una configurazione a quarto di ponte, inoltre permette di compensare l'effetto della temperatura che eventualmente comporterebbe errori. Esistono comunque configurazioni più semplici che prevedono l'impiego di uno o due estensimetri. Il segnale elettrico ottenuto (differenziale) è normalmente dell'ordine di pochi millivolt e richiede un'ulteriore amplificazione con un amplificatore da strumentazione prima di essere utilizzato.Il segnale viene poi eventualmente elaborato mediante un algoritmo per calcolare la forza applicata al trasduttore. Sono richieste la correzione delle non linearità, la calibrazione, la compensazione delle variazioni dovute alla temperatura, ecc.

## Cella di carico capacitiva
Rappresenta una variante particolare della cella di carico elettronica tradizionale. Nella cella di carico capacitiva, il rilevamento della deformazione viene effettuato mediante un sensore ceramico posto al suo interno. A differenza di quanto avviene con gli estensimetri, il sensore capacitivo non è in contatto fisico con il corpo della cella, pertanto non è sottoposto a sollecitazioni meccaniche. La cella di carico capacitiva offre una resistenza molto elevata a sovraccarichi, carichi laterali, torsione e tensioni di saldatura.

## Altre celle di carico
Sebbene la maggior parte delle celle di carico sia di tipo elettronico, ve ne sono anche di altri tipi.Quelle idrauliche (o idrostatiche) seguono per importanza. Questa tecnologia è usata per eliminare alcuni problemi che si presentano con le celle di carico elettroniche. Ad esempio le celle di carico idrauliche non sono soggette a disturbi elettrici per cui sono più facilmente utilizzabili nelle applicazioni all'aperto.
Particolarmente sofisticate sono le celle di carico a compensazione elettromagnetica, vere e proprie bilance che non usano estensimetri e che garantiscono precisione e velocità di pesatura non raggiungibili dalle celle di carico a estensimetro.
Esistono poi le celle di carico al taglio che si servono del principio della flessione di una trave, prendendo questa forma. Si utilizzano in diversi tipi di bilance e possono sopportare un peso fino a 5 tonnellate. Un minore peso è invece previsto nelle celle di carico single point che arrivano massimo fino a 3 tonnellate. Con questo tipo di celle è possibile costruire bilance convenienti.Con questo tipo di celle è possibile costruire bilance convenienti Vi sono ancora le celle di carico a compressione o cilindriche che servono anche per pesare veicoli e sono perciò in grado di sopportare fino a centinaia di tonnellate. Infine, ci sono le celle di carico a S che sono utilizzate per i carichi a trazione; per questo motivo sono anche chiamate celle di carico a trazione. Supportano un peso da 25 kg a 10 tonnellate. A seconda degli usi, si dovrà quindi scegliere la cella di carico più adatta.

## Applicazioni
Nel campo della pesatura con celle di carico si va dai microgrammi (milionesimi di grammo) alle tonnellate.
Le applicazioni più comuni sono:
- rilevazione/misura di sforzi meccanici
- pesatura di autocarri, vagoni ferroviari e navi
- pesatura di tramogge e serbatoi
- grandi scale e gru
- dosaggio di prodotti alimentari per confezionamento in ambito industriale
- controllo del peso come verifica qualità (ad esempio in campo farmaceutico)
- carichi su funi
- monitoraggio palificazioni sbancamenti
- automobili, banchi prova, banchi revisioni auto...
- gallerie del vento misurazioni spinte